# Deogarh
Deogarh est un village situé dans l'Uttar Pradesh en Inde, dans le district de Lalitpur, près de la frontière avec le Madhya Pradesh. Ce village est surtout connu pour les monuments religieux qui s'y trouvent, réalisés par des communautés hindouistes et jaïnes.
L'un des plus anciens et fameux est le temple des Dashâvatâra de Vishnou (les incarnations majeures du dieu) de la période de l'Empire Gupta, daté des Ve et VIe siècles. Érigé au centre d'une plate-forme symbolisant le cosmos, constitué d'une simple chambre servant de sanctuaire, il dispose d'un toit élevé qui lui donne l'aspect d'une tour. Il est surtout renommé pour la qualité de ses sculptures, représentatives de l'âge d'or de la sculpture indienne antique et médiévale. La partie la plus magistrale est le sommeil cosmique de Vishnu, représenté allongé au milieu d'une foule de divinités.
Les temples jaïns sont plus tardifs, datés de deux grandes périodes allant du IXe au XIIe siècle. Une trentaine a été identifiée. Ils sont situés dans un fort, espace fortifié érigé à cette période par des souverains locaux. Ils disposent eux aussi de sculptures remarquables illustrant la mythologie de la religion de ceux qui les ont érigé.

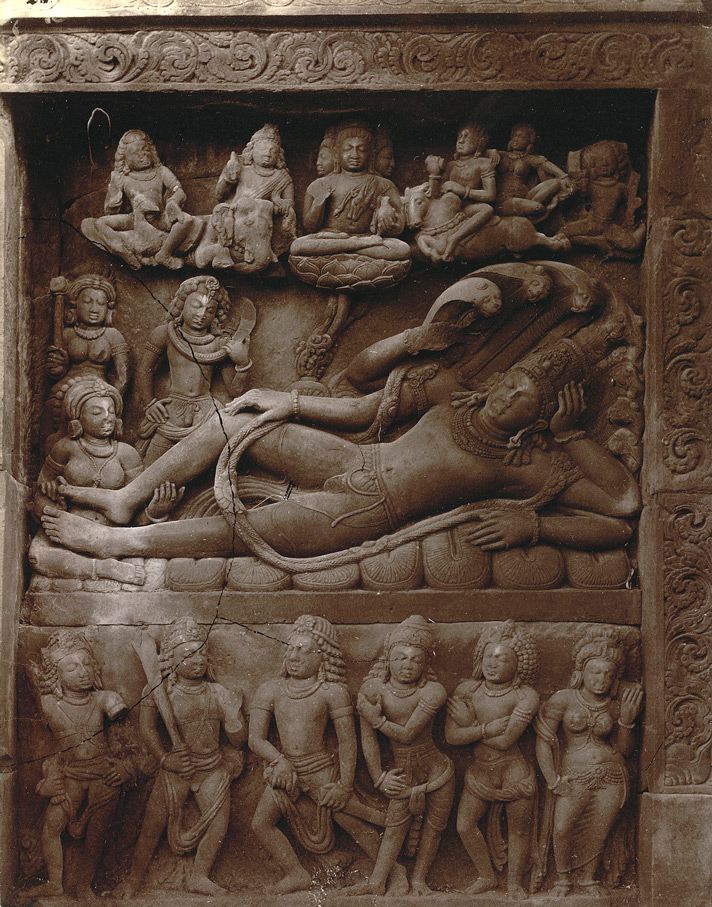
Haut-relief Sud. Vishnou sommeillant sur Ananta. En ht. Brahma, Indra, Skanda. À g. Shiva et Parvati. En bas, armés: Passion et Ignorance
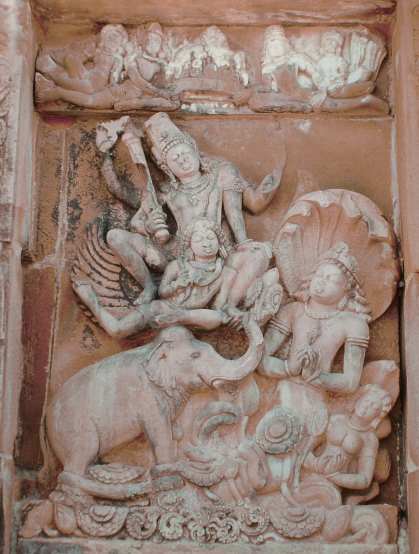
Haut-relief Nord. Vishnou chevauchant Garuda qui vient de sauver le rois des éléphants entravé.
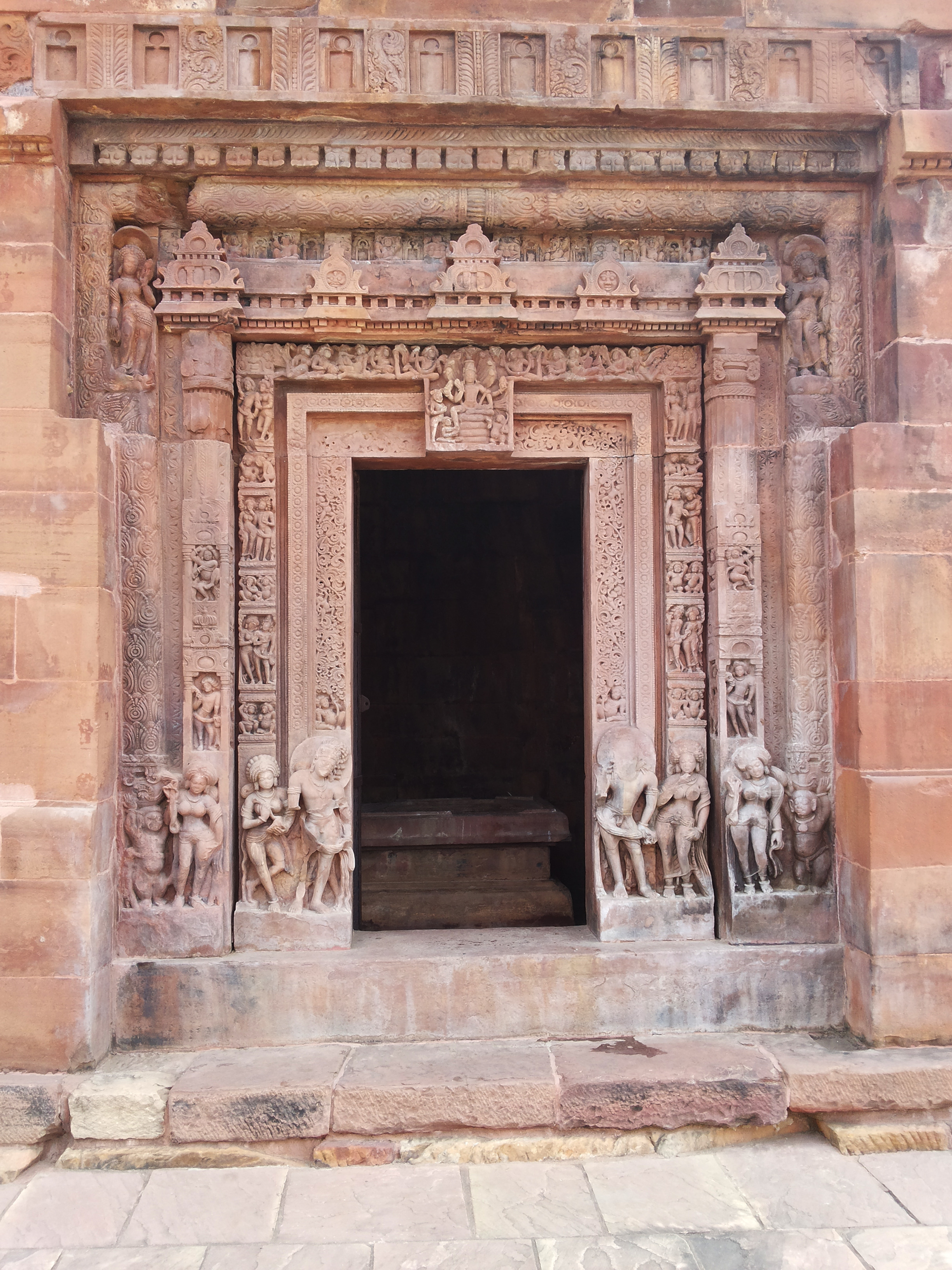
Chambranle, porte du temple de Viṣṇu, ouvert à l'Ouest. En bas, dvarapala et figures féminines.